# Глава Екатеринбурга
Глава́ Екатеринбу́рга — высшее должностное лицо муниципального образования «город Екатеринбург», возглавляющий администрацию города Екатеринбург.

## История

### Российская Империя (1723 — 1917)
Моментом основания города считается момент тестового запуска первого цеха Уктусского завода. Так, поселение, будучи крепостью-заводом, находился под прямым управлением сначала Канцелярии Главного заводов правления, а после — Сибирского высшего горного начальства (Сибирский обербергамт). В частности, непосредственно крепостным заводом управляло Екатеринбургское горное ведомство во главе Главного командира Екатеринбургских заводов. C 1734 года, когда была основана Канцелярия Главного правления Сибирских, Казанских и Оренбургских заводов, главой поселения стал Начальник горных казённых заводов.
С ростом населения завода-крепости, территория превратилась в полноценное поселение, в котором были открыты свой монетный двор, торговые ряды, гостиный двор, Екатеринбургский посад и госпиталь. В связи с этим, в 16 октября 1750 года была учреждена городская ратуша (администрация), а в начале следующего года были проведены первые выборы, где был избран полноценный глава поселения — Бургомистр.
30 марта 1767 года, в связи с выборами депутатов во Всероссийскую Уложенную комиссию, учреждённую Екатериной II для составления свода судебных законов, была учреждена должность Городского головы, предоставив Екатеринбургу самостоятельный юридический статус наравне с губернскими и уездными городами. Эта должность полностью заменит Бургомистра в 1784 году, в рамках преобразования администрации в связи с предоставлением поселению статуса города и преобразования ратуши в магистрат.
В связи с октябрьским переворотом 1917 года, должность фактически раскололась. Городская дума ноябрьского созыва 1917 года постановила об упразднении должности Городского головы и передачи его полномочий Председателю исполнительного комитета горсовета рабочих и солдатских депутатов Екатеринбурга (горсовета). При этом же, с изгнанием большевистских сил из города, в рамках Временного областного правительства Урала, была восстановлена должность Городского главы и системы самоуправления Российской Империи до момента возвращения города под контроль красных.

### Российская Советская Федеративная Социалистическая Республика (1918 — 1991)
С момента установления большевиками контроля над городом, власть находилась у Председателей советов: в 1919 — 1920 годы у Председателя исполнительного комитета горсовета рабочих и солдатских депутатов Екатеринбурга, в 1921 — 1923 года у Председателя исполнительного комитета Екатеринбургского уездно-городского Совета, с 1923 по 1936 года — у Председателя Свердловского городского совета рабочих, крестьянских и красноармейских депутатов, с 1936 года — у Председателя Свердловского городского совета депутатов трудящихся, а уже в послевоенное время — у Председателя исполнительного комитета городского совета народных депутатов Свердловска.

### Российская Федерация (1991 —н.в.)
После распада СССР, был начат процесс ликвидации горисполкомов и преобразования местного самоуправления, передав в ведение Президента РФ эксклюзивное чрезвычайное право назначать глав администраций. Таким образом, 30 января 1992 года, указом Бориса Ельцина первым Главой администрации города Екатеринбург был назначен Аркадий Чернецкий, а уже 16 октября 1995 года была учреждена должность Главы города Екатеринбург, пришедший на замену главы администрации. Окончательно должность оформилась 1 января 2006 года, когда в Уставе города Екатеринбург был утверждён Глава Екатеринбурга.
Таким образом, до 2010 года Глава Екатеринбурга возглавлял городскую администрацию, являлся высшим должностным лицом муниципального образования и обладал широкими полномочиями по формированию бюджета и управлению городским хозяйством. После своего назначения на пост губернатора Свердловской области, Александр Мишарин стал лоббировать введение в Екатеринбурге должности «сити-менеджера», назначаемого по результатам конкурса, а не избираемого населением. Предлагаемые поправки встретили отпор со стороны городских властей и протесты жителей Екатеринбурга — Екатеринбургская городская дума отказывалась выносить данный вопрос на публичные слушания, а горожане провели ряд одиночных пикетов и митинг против отмены прямых выборов мэра. В результате по итогам общественных слушаний приняли «компромиссный» вариант поправок, предусматривающий наряду с введением поста «сити-менеджера» (главы администрации) оставить выборную должность Главы Екатеринбурга, являющегося одновременно председателем Екатеринбургской городской думы. Изменения в Устав Екатеринбурга были оформлены на заседании городской думы 12 октября 2010 года. Согласно им должность «Глава Екатеринбурга» была переименована в «Глава Екатеринбурга — председатель Екатеринбургской городской думы».
В период с 2010 по 2018 годы наименование, статус и полномочия Главы Екатеринбурга — Председателя Екатеринбургской городской думы определялись статьями 34—35 Устава Екатеринбурга. Глава Екатеринбурга избирался на 5-летний срок на основе мажоритарной избирательной системы относительного большинства по единому избирательному округу, включающему в себя территорию муниципального образования «город Екатеринбург». Согласно Уставу Главой Екатеринбурга мог быть избран гражданин Российской Федерации, достигший 21 года, имеющий высшее образование и проживающий в городе Екатеринбурге на момент проведения выборов не менее одного года. При этом на основании международных договоров имели право избраться Главой Екатеринбурга — Председателем Екатеринбургской городской думы граждане ряда иностранных государств, постоянно проживающие на территории Екатеринбурга — Таджикистана при условии наличия одновременно и гражданства РФ, Туркменистана и Республики Беларусь (достаточно наличия вида на жительство). Одно и то же лицо не могло занимать должность Главы Екатеринбурга — Председателя Екатеринбургской городской Думы более двух сроков подряд.

3 апреля 2018 года Законодательное собрание Свердловской области внесло изменения в закон «Об избрании органов местного самоуправления» отменившие «двуглавую» систему власти в городе, разделявшую полномочия и функции главы города («мэра») и главы администрации города («сити-менеджера»). Исполнительные обязанности последнего перешли к главе города. Вместе с тем процедура прямых выборов главы Екатеринбурга была заменена процедурой избрания депутатами городской думы на основе кандидатур, прошедших конкурсный отбор.

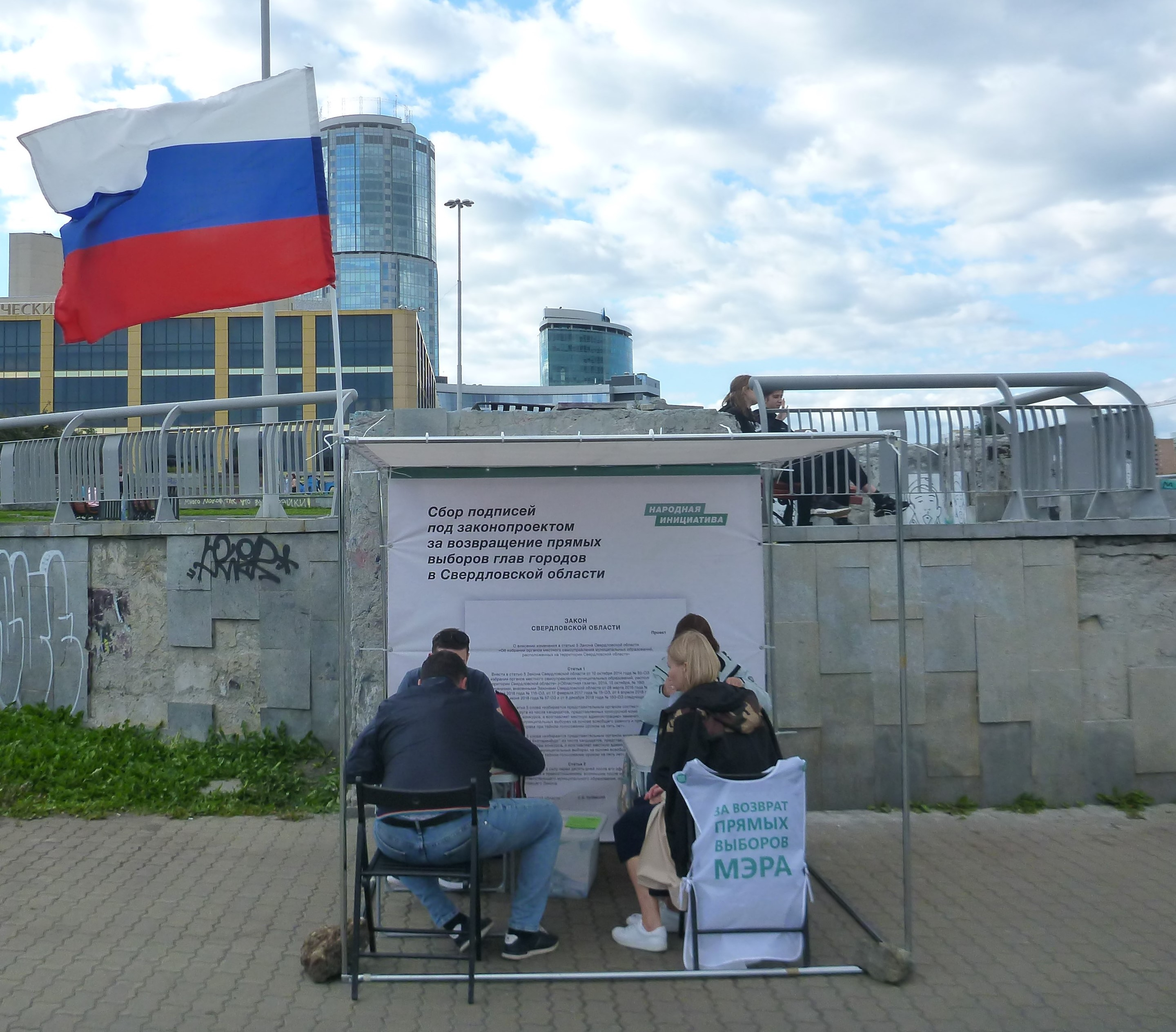
Сбор 10 тысяч подписей под «Народной инициативой» — под проектом областного закона о возвращении избрания главы Екатеринбурга прямым голосованием горожан. Екатеринбург, 6 сентября 2020 года

В 2020 году группа граждан инициировала сбор 10 тысяч подписей под «Народной инициативой». Активисты разработали проект закона Свердловской области о восстановлении прямых выборов населением глав городов Свердловской области (в том числе главы Екатеринбурга). Власти зарегистрировали инициативную группу и позволили ее представителям собирать подписи. Было заявлено, что в случае сбора 10 тысяч подписей Законодательное собрание Свердловской области будет обязано рассмотреть данный проект областного закона. В итоге активисты собрали 10 тысяч подписей. Сбор встретил противодействие властей. В начале августа 2020 года на трех сборщиков подписей составили протоколы, расценив использование «кубов» с агитацией как участие в несанкционированном массовом публичном мероприятии. В итоге суд оштрафовал по статье 20.2 КоАП РФ трех сборщиков подписей — депутата Екатеринбургской городской думы Андрея Пирожкова (на 20 тысяч рублей), Максима Верникова (на 10 тысяч рублей) и Алексея Карамузина (на 10 тысяч рублей).

## Полномочия
Подотчётен населению города и городской думе. Представляет город в высших органах государственной власти России, за рубежом, в суде, арбитражном суде и иных органах власти и управления; обеспечивает на территории Екатеринбурга выполнение законов и иных актов Российской Федерации, Свердловской области, указов Президента России, Устава города и иных городских нормативных актов; заключает контракт с Главой администрации Екатеринбурга, издает распоряжения, подписывает или возвращает для повторного рассмотрения решения Городской думы.

## Список (с 1991)
| №     | Фотография | Фамилия, имя, отчество, годы жизни        | Партия          | Партия                  | Срок                 | Полномочия            | Полномочия                                                         | Выборы                                                              | Выборы                                                              |
| №     | Фотография | Фамилия, имя, отчество, годы жизни        | Партия          | Партия                  | Срок                 | Начало                | Конец                                                              | Дата                                                                | Результат                                                           |
| ----- | ---------- | ----------------------------------------- | --------------- | ----------------------- | -------------------- | --------------------- | ------------------------------------------------------------------ | ------------------------------------------------------------------- | ------------------------------------------------------------------- |
| 1     |            | Чернецкий, Аркадий Михайлович (род. 1950) |                 | Наш дом — наш город     | I                    | 30 января 1992 года   | 21 декабря 1995 года                                               | 17 декабря 1995 года                                                | 70 %                                                                |
| 1     |            | Чернецкий, Аркадий Михайлович (род. 1950) | II              | Наш дом — наш город     | 21 декабря 1995 года | 21 декабря 2003 года  | 19 декабря 1999 года                                               | 55,94 %                                                             |                                                                     |
| 1     |            | Чернецкий, Аркадий Михайлович (род. 1950) | «Единая Россия» | III                     | 21 декабря 2003 года | 2 марта 2008 года     | 7 декабря 2003 года (первый тур) 21 декабря 2003 года (второй тур) | 34,17 % (первый тур) 54,05 % (второй тур)                           |                                                                     |
| 1     |            | Чернецкий, Аркадий Михайлович (род. 1950) | «Единая Россия» | IV                      | 2 марта 2008 года    | 2 ноября 2010 года    | 2 марта 2008 года                                                  | 54,01 %                                                             |                                                                     |
| и. о. |            | Якоб, Александр Эдмундович                |                 | Беспартийный            | —                    | 2 ноября 2010 года    | 23 ноября 2010 года                                                | Назначен ЕГД как исполняющий обязанности                            | Назначен ЕГД как исполняющий обязанности                            |
| 2     |            | Порунов, Евгений Николаевич               |                 | «Единая Россия»         | I                    | 23 ноября 2010 года   | 24 сентября 2013 года                                              | Назначен ЕГД как временный глава Екатеринбурга до очередных выборов | Назначен ЕГД как временный глава Екатеринбурга до очередных выборов |
| 3     |            | Ройзман, Евгений Вадимович                |                 | «Гражданская платформа» | I                    | 24 сентября 2013 года | 25 мая 2018 года                                                   | 8 сентября 2013 года                                                | 33,31 %                                                             |
| и. о. |            | Тестов, Виктор Николаевич                 |                 | «Единая Россия»         | —                    | 25 мая 2018 года      | 25 сентября 2018 года                                              | Назначен ЕГД                                                        | Назначен ЕГД                                                        |
| 4     |            | Высокинский, Александр Геннадьевич        |                 | Беспартийный            | I                    | 25 сентября 2018 года | 22 декабря 2020 года                                               | Прямые выборы отменены. Назначен ЕГД                                | Прямые выборы отменены. Назначен ЕГД                                |
| и. о. |            | Орлов, Алексей Валерьевич                 |                 | «Единая Россия»         | —                    | 22 декабря 2020 года  | 9 февраля 2021 года                                                | Прямые выборы отменены. Назначен ЕГД                                | Прямые выборы отменены. Назначен ЕГД                                |
| 5     |            | Орлов, Алексей Валерьевич                 | I               | «Единая Россия»         | 9 февраля 2021 года  | —                     |                                                                    | Прямые выборы отменены. Назначен ЕГД                                | Прямые выборы отменены. Назначен ЕГД                                |